# 서정시학작품상
서정시학작품상은 계간 서정시학이 주관하는 문학상이다.

## 역대 수상 작품
- 2008년 2회 이진명 시 <녹음(綠陰)>
- 2009년 3회 황학주 시 <어느 목수의 집 짓는 이야기>
- 2010년 4회 김경미 시 <어둠의 생김새>
- 2011년 5회 황현산 평론 <세속과의 완전한 불화-이성선 론>
- 2012년 6회 김수복 시 <골목>(서정시학 2011년 겨울호 발표)
- 2013년 7회  존재론적 사유를 바탕으로 한 신비적이고 형이상학적인 탐구의 폭과 깊이에 인문학 및 종교적 사유를 가미해 밀도를 높이는 시적 집중을 보여준강은교 <아벨 서점>[1]
- 2014년 8회 문태준 시 <봄바람이 불어서>
- 2016년 10회 신덕룡 시 <소리가 없다>
- 2017년 11회 정재리 시 <순> 외

## 신인상
- 2012년  시 부문 한효정 시인, 평론부문 오세인 평론가